# زیباموش البرزی
زیباموش البرزی یا هامستر دم‌دراز البرزی (نام علمی: Calomyscus elburzensis) نام یک گونه از سرده هامسترهای دم‌دراز است.